# Récits d'Ellis Island
Récits d'Ellis Island: histoires d'errance et d'espoir es el primer documental dirigido por Robert Bober, grabado en Nueva York en 1979 y emitido para el canal de televisión TF1 el 25 y 26 de noviembre de 1980. El guion fue escrito por el destacado escritor francés Georges Perec, así como los comentarios de la primera parte y la conducción de las entrevistas de la segunda parte.
La primera parte fue traducida por el escritor y amigo de Perec, Harry Mathews, y leída por él mismo en voz en off en la versión en inglés, Ellis Island Revisited: Tales of Vagrancy and Hope, en teoría disponible a través del INA y el Ministerio de Asuntos Exteriores de Francia.
Este proyecto venía tomando forma para Perec al menos desde 1979, como se puede ver en su artículo «E comme Emigration: Ellis Island» para la revista Recherches, incluido en su libro póstumo Nací: textos de la memoria y el olvido (1990). En 1980 Perec publicó para INA-Magazine un texto relacionado con esta película, con colaboración parcial de Robert Bober. El guion fue publicado por ambos ese mismo año en la editorial Editions du Sorbier.